# Svetojeronimska kriza
Svetojeronimska kriza odnosno Svetojeronimska afera bila je političko-diplomatsko-crkvena kriza koje je izbila u svezi s imenom zavoda sv. Jeronima, ustanove koja je stoljećima okupljala svećenike iz redova Hrvata i prostora gdje Hrvati žive od starine. Kriza je izbila 1901. godine.
Posrijedi je bila promjena zastarjelog imena, "ilirskog" u "hrvatski", odnosno iz Ilirski zavod sv. Jeronima u Hrvatski zavod sv. Jeronima.

## Tijek događaja
Apostolskim pismom Slavorum gentem 1. kolovoza 1901. papa Lav XIII. nazvao je Zavod imenom Collegium Hieronymianum pro Croatica Gente (Svetojeronimski zavod za hrvatski narod).  
Izrazu "pro chroatia gente" u nazivu oštro su se usprotivili Talijani, Austrijanci, Mađari, pa čak i Crnogorci, jer Hrvati nisu imali svoje vanjski suverene države, izraz "chroaticum" u starom nazivu tumačili su kao zemljopisni pojam, pa kao što su svojatali hrvatski teritorij, svojatali su i "Collegium Chroaticum". 
Hrvatske su interese branili samo Sveta stolica i papa Lav XIII. Sve ostale europske države manje ili više protivile su se imena Zavoda. Uz Italiju, Englesku, Francusku, Rusiju, Srbiju i nešto manje Austro-Ugarsku, Crna Gora je izričito tražila vraćanje starog naziva ili dodavanje, uz hrvatski, i srpskog prefiksa, premda je u Crnoj Gori, za razliku od Hrvatske, gdje su stoljećima bili sinonimi za hrvatstvo, izrazi »ilirski«, »ilirstvo« ili »Ilirik«, gotovo u cijelosti poistovjećuju isključivo s Albancima i njihovom poviješću.
Neki su povjesničari za neuspjeh pokušaja promjene imena tendenciozno i površno krivili ondašnjeg barskog nadbiskupa Šimuna Milinovića i onda u potpunosti marginalizirane katolike i Hrvate Barske nadbiskupije. Dokaz tomu su vrlo nepovoljne povijesne okolnosti hrvatskom narodu u ono vrijeme. Dapače, upravo plijeni hrabrost i dosljednost hrvatskih biskupa koji se zbog dnevno-političkih interesa velikih sila nisu željeli odreći jedine biskupije (i vjernog joj puka) koja se u tom trenutku nije nalazila pod vrhovništvom Beča. Tako je središte pozornosti pala baš Barska nadbiskupija. Na žalost, Hrvatski zavod sv. Jeronima je danas ostao jedina drevna ustanova u kojoj su, makar i formalno, zastupljeni Hrvati i katolici Barske nadbiskupije.
Za rješenje ove krize angažirao se je i vrhbosanski nadbiskup Josip Stadler (1881. – 1918.), koji je za razjašnjenje ovog teškog problema kontaktirao je sa Svetom Stolicom.
Ova je kriza bila pogodila odnose crnogorskog dvora i Barske nadbiskupije. Promjena imena ovog zavoda crnogorskim je državnim interesa bila problematična, jer je papskom bulom Barska nadbiskupija svrstana u hrvatske biskupije. Ova je afera zapravo bila političke naravi. Zbog toga je crnogorski knez sumnjao u odanost nadbiskupa Šimuna Milinovića, što dodatno potvrđuje neutemeljenost optužaba na račun nadbiskupa Milinovića da je kriv za neuspjeh promjene imena. Uslijedili su dugi diplomatski pregovori. U njih su se uključile i još neke europske države.

## Popuštanje diplomatskom pritisku
Na koncu je papinska kurija odlučila vratiti prijašnji naziv Zavodu, zbog čega su hrvatski biskupi bili iznimno nezadovoljni. Povoljnom rješenju za crnogorski dvor mnogo je pridonio Lujo Vojnović.
Zbog svih tih diplomatskih intervencija protiv osnivanja Zavoda i poglavito protiv njegova naziva; 7. ožujka 1902. promijenjeno mu je ime u Collegium Hieronymianum Illyricorum (Jeronimski zavod Ilirâ). 

## Vraćanje hrvatskog imena
Rješenje ove afere dogodilo se 1971., kad je papa Ilirskom zavodu sv. Jeronima u Rimu dao ne samo hrvatski nego i papinski naslov. Odredbom pape bl. Pavla VI. od 22. srpnja 1971. Zavod nosi ime Pontificium Collegium Chroaticum Sancti Hieronymi (Papinski hrvatski zavod svetog Jeronima), što je priznala i talijanska država dekretom Predsjednika Republike 11. listopada 1982. Glavna zasluga za to pripada tadašnjem rektoru Zavoda Đuri Kokši. 
Prema tvrdnjama upućenih, za tu promjenu imena iz Papinski ilirski zavod u Papinski hrvatski zavod je sa svjetovne strane zaslužan dr. Vjekoslav Cvrlje, jer se osobno založio kod Tita te uspio dobiti njegov pristanak za preimenovanje ustanove.